# Defecte pixel

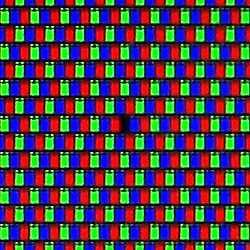
Close-up van een lcd-scherm waarop een dode groene subpixel te zien is.

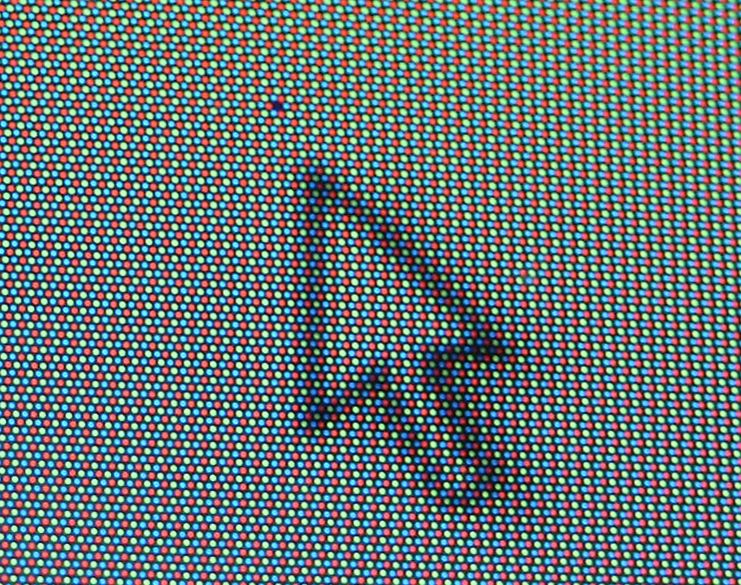
Close-up van een CRT-scherm met een dode pixel.

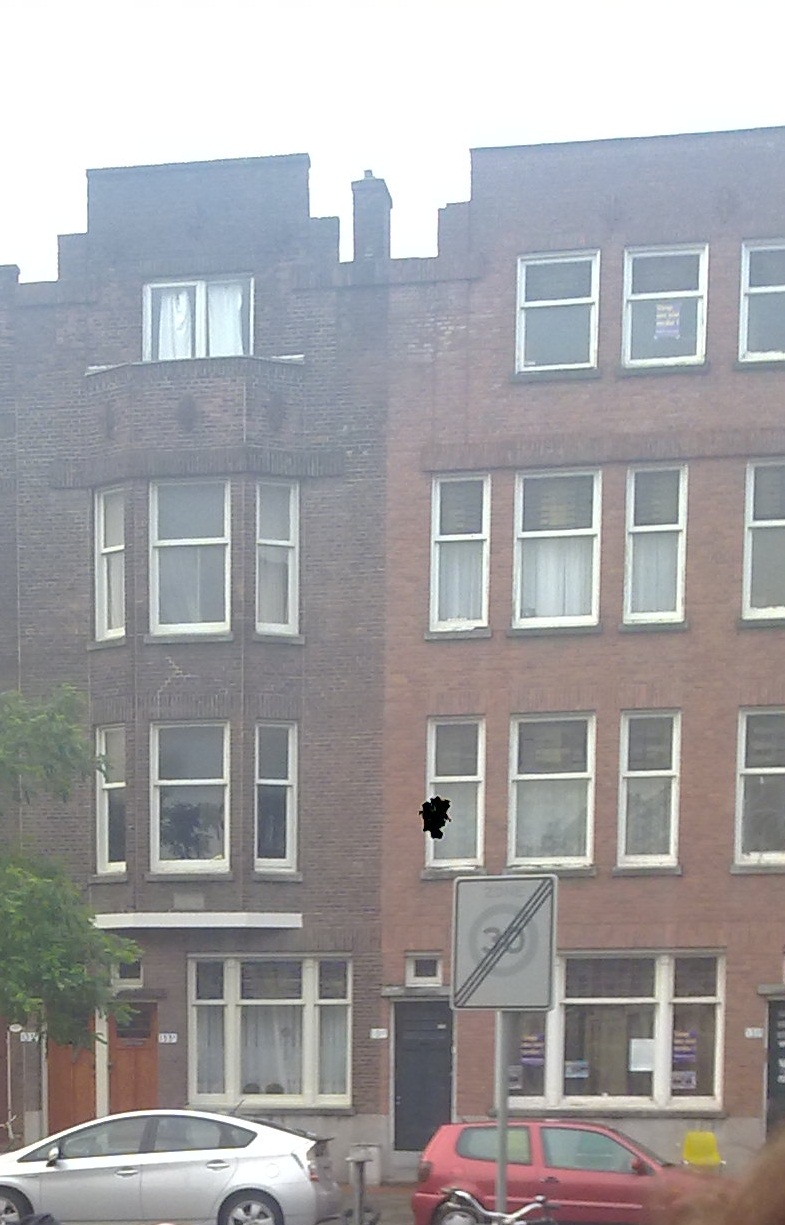
Een foto genomen met een beschadigde beeldsensor

Defecte pixel is de gebruikte term om een pixel in een beeldscherm (met name tft) of beeldsensor aan te duiden die niet correct functioneert.
Bij beeldschermen kunnen dergelijke pixels ontdekt worden door "pixelcheckers", wat niet meer is dan een klein programma dat afwisselend gekleurde vlakken op het volledige scherm projecteert, in de kleuren wit, zwart, blauw, groen en rood. Er bestaan drie categorieën van defecte pixels: dode pixels, heldere pixels en vaste pixels.

## Dode pixel
De term dode pixel (dead pixel) slaat op een pixel die helemaal geen licht geeft en dus altijd zwart is. De term dode pixel wordt dikwijls foutief gebruikt bij alle defecte pixels. Dit soort defecte pixels zijn vooral goed zichtbaar op een lichte (bij voorkeur witte) achtergrond.

## Heldere pixel
Een heldere pixel (hot pixel) is een pixel waarvan alle subpixels constant licht geven. Hierdoor is deze pixel altijd wit. Deze pixels zijn goed zichtbaar op een donkere (bij voorkeur zwarte) achtergrond.

## Vaste pixel
Een vaste pixel (stuck pixel) zit vast in één kleur, omdat de subpixel van deze kleur blijft oplichten. Deze pixels kunnen de kleuren blauw, groen en rood hebben. Om deze pixels op te sporen kan men gebruikmaken van deze drie kleuren. Natuurlijk is een vaste blauwe pixel niet zichtbaar bij gebruik van een blauwe kleur, maar wel bij de twee andere kleuren. Meestal vallen deze pixels ook op bij een wit en een zwart vlak.
Er duiken soms verhalen op van mensen die beweren dat dit soort pixels hersteld kan worden, door gebruik te maken van zogenaamde "stuck pixel fixers". Deze programma's projecteren zeer snel verschillende kleuren en proberen hiermee de vaste pixels te herstellen. Of deze programma's ook effectief werken, is nog niet bewezen.

## Garantie
Hoewel defecte pixels geregeld voorkomen, vallen ze slechts zelden onder de garantie van de fabrikant. Omdat zij defecte pixels niet zien als een defect maar als een cosmetische onvolkomenheid, ruilen zij hun producten pas om als deze een bepaald aantal defecte pixels bevatten (vastgelegd in de ISO 13406-2 norm). Op deze praktijken is al heel wat kritiek geuit, maar tot nu toe zonder al te veel succes.

## Conformiteit
De winkelier heeft echter de verplichting om een beeldscherm te leveren dat aan de overeenkomst beantwoordt. Dit wordt ook wel de conformiteitseis genoemd. De, inmiddels opgeheven, geschillencommissie computers vond dat de koper geen pixeldefecten hoeft te verwachten, tenzij de verkoper aantoonbaar voor de koop heeft gewaarschuwd voor het eventueel aanwezig zijn van dode pixels. De winkelier heeft de wettelijke dwingende verplichting om het beeldscherm te moeten vervangen wanneer dit niet aan de overeenkomst beantwoordt.